# Listen Without Prejudice Vol. 1
Listen Without Prejudice Vol. 1 es el segundo álbum como solista del cantautor británico George Michael (en este álbum, se deletrea George Michæl), y se publicó en septiembre de 1990. Continuando con el éxito mundial del álbum anterior, Faith, en este álbum Michael trata de construir una nueva imagen de sí mismo como artista serio, aprovechando su buena racha en la venta de discos. El título indica claramente su deseo de ser tomado en serio como compositor. Sin embargo, a pesar de sus intenciones, su producción fue considerada por muchos como un fracaso comercial y por otros un disco con mayor conciencia social, de mayor contenido artístico.

## Historia
Michael rechazó aparecer en muchos de los vídeos musicales que acompañaban a los sencillos lanzados de este álbum. Como resultado, el poco visto video de "Praying for Time" simplemente consiste de la letra de la canción puesta en un fondo negro, mientras que el video de "Freedom! '90" incluía a varias supermodelos famosas doblando a la canción en lugar del ausente Michael. Incluía la destrucción literal (por fuego y explosiones) de varios iconos del periodo del álbum Faith del artista y fue dirigido por David Fincher, un aclamado director promocional que calentó el éxito del video de "Vogue" de Madonna. Fincher más tarde se convertiría en un aclamado director del cine norteamericano.

## Listen Without Prejudice, Vol. 2
La anticipada continuación del álbum, Listen Without Prejudice, Vol. 2, fue descartada por razones desconocidas, las más probables siendo las batallas legales de Michael con Sony Music. Tres de las canciones planeadas para el álbum fueron donadas para ser incluidas en el álbum para beneficios contra el SIDA Red Hot + Dance, mientras que una cuarta ("Crazyman Dance") apareció como lado B del principal sencillo de ese álbum, "Too Funky".

## Lista de canciones
Todas las canciones escritas por George Michael excepto las indicadas.
| N.º   | Título                                                               | Duración |  |
| 1.    | «Praying For Time»                                                   | 4:41     |  |
| 2.    | «Freedom 90»                                                         | 6:30     |  |
| 3.    | «They Won't Go When I Go» (Stevie Wonder, Yvonne Wright)             | 5:06     |  |
| 4.    | «Something to Save»                                                  | 3:18     |  |
| 5.    | «Cowboys and Angels»                                                 | 7:15     |  |
| 6.    | «Waiting for That Day» (Mick Jagger, George Michael, Keith Richards) | 4:49     |  |
| 7.    | «Mother's Pride»                                                     | 3:59     |  |
| 8.    | «Heal the Pain»                                                      | 4:41     |  |
| 9.    | «Soul Free»                                                          | 5:29     |  |
| 10.   | «Waiting (Reprise)»                                                  | 2:25     |  |
| 48:13 |                                                                      |          |  |

## Sencillos
- Praying For Time (13 de agosto de 1990) RU #6, EE. UU. #1 (1 semana).
- Waiting For That Day (15 de octubre de 1990) RU #23, EE. UU. #27.
- Freedom 90 (15 de diciembre de 1990) RU #28, EE. UU. #8.
- Mother's Pride (Lado B para Waiting For That Day, airplay chart solamente) EE. UU. #46.
- Heal The Pain (4 de febrero de 1991) RU #31.
- Cowboys and Angels (18 de marzo de 1991) RU #45.

- Datos: Q547927